# Karl Schön (Politiker, 1923)
Karl Schön (* 26. Juli 1923 in Elstra; † 6. Juni 1994 in Koblenz) war ein deutscher Politiker (SPD).
Schön machte die Lehre als Steinmetz und trat nach der Abschlussprüfung an einer Steinmetzfachschule in den Wehrdienst ein. Zum 1. September 1942 trat er der NSDAP bei. Er wurde 1955 Mitglied der SPD, bei der er Vorsitzender des Unterbezirks Koblenz und Mitglied im Vorstand des Bezirks Rheinland-Hessen-Nassau war. Dort war er auch Vorsitzender der Arbeiterwohlfahrt. 1957 wurde er erstmals in den Bendorfer Stadtrat gewählt, in dem er auch Fraktionsvorsitzender war. 1967 wurde er Bürgermeister der Stadt Bendorf. 1964 wurde er erstmals in den Kreistag gewählt, zunächst im Landkreis Koblenz, später im Landkreis Mayen-Koblenz. Von 1967 bis 1975 war er Mitglied des Landtages von Rheinland-Pfalz. Von 1979 bis 1984 gehörte er dem ersten Europäischen Parlament an.

## Ehrungen
- 1972: Verdienstkreuz am Bande der Bundesrepublik Deutschland
- 1984: Verdienstkreuz 1. Klasse der Bundesrepublik Deutschland